# Futebol em Comores

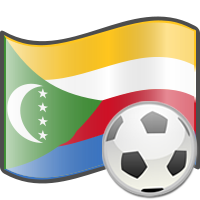
Imagem da Bandeira de Comores com uma bola de futebol

O futebol é um dos principais esportes praticados na república de Comores, situada entre Moçambique, Tanzânia, Seychelles e Madagáscar.

## Futebol internacional
O primeiro jogo oficial da Seleção Comorense foi em agosto de 1979, contra a Maurícia. Realizada na ilha francesa de Reunião, a partida terminou em 3 a 0 para os Dodôs. A Federação Comorense de Futebol, também fundada em 1979, virou membro da CAF apenas em 2000 e filiou-se à FIFA 5 anos depois. Em 2003, ela filiou-se à UAFA. Ela também é membro da COSAFA.
Sua primeira participação oficial em competições foi na fase qualificatória da Copa das Nações Árabes de 2009, que não chegou a ser disputada. Nas eliminatórias da Copa do Mundo, a estreia dos Celacantos foi em 2007, quando perdeu por 10 a 2 para Madagáscar (6 a 2 no primeiro jogo e 4 a 0 na partida de volta).
Desde 2015, quando passou a usar jogadores franceses que possuíam origem comorense, a seleção teve uma melhora em seu desempenho, chegando a figurar em 127º no ranking da FIFA e segurando um empate sem gols contra Gana pelas eliminatórias da Copa de 2018. Na qualificação para a Copa das Nações Africanas de 2019, Comores brigou pela classificação, ficando em terceiro lugar com 5 pontos em seu grupo. El Fardou Ben Nabouhane foi o artilheiro dos Celacantos e o vice-artilheiro no geral, com 5 gols (um a menos que o burundinês Fiston Abdul Razak, que balançara as redes 6 vezes).

## Principais competições
O Campeonato Comorense de Futebol é a principal competição futebolística em Comores, juntamente com a Copa de Comores de Futebol e a Supercopa de Comores de Futebol nacional. O maior vencedor da Comoros Premier League é o Coin Nord de Mitsamiouli, com 7 conquistas. A equipe é também a maior vencedora da Copa, com 6 troféus.